# Arc-en-ciel de rosée
Pour les articles homonymes, voir Arc-en-ciel (homonymie).

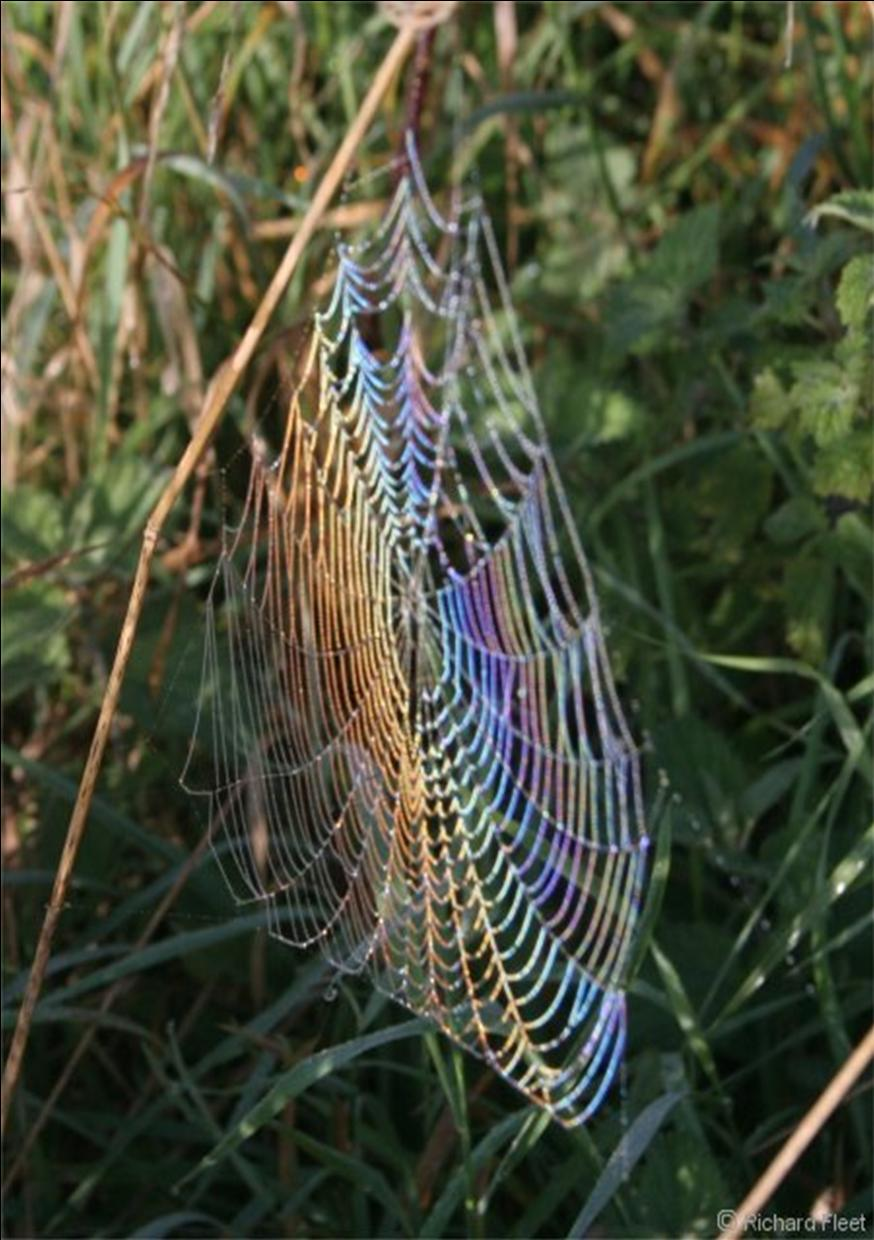
Arc-en-ciel de rosée sur une toile d'araignée

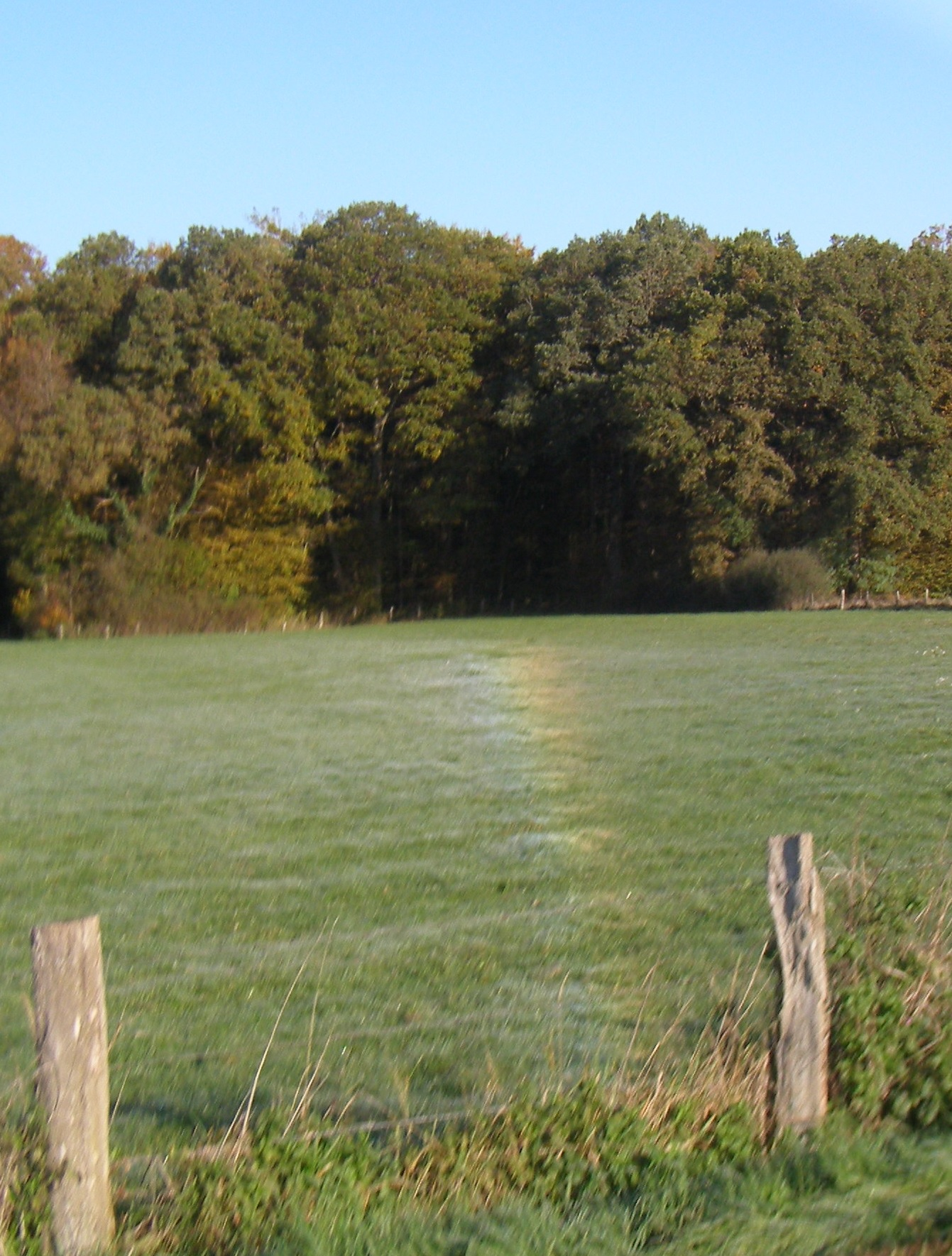
Arc en ciel de rosée sur une prairie des Vosges (France)

Un arc-en-ciel de rosée, ou arc-en-terre, est un phénomène optique semblable à l'arc-en-ciel, souvent de forme hyperbolique, formé au sol par la réfraction et la réflexion des rayons du soleil dans les gouttes de rosée.

## Principe
Les arcs-en-ciel de rosée sont assez rares et se produisent surtout à l'automne quand le refroidissement nocturne par ciel dégagé permet d'importants dépôts de rosée. L'arc se forme de la même façon qu'un arc-en-ciel classique. La source de lumière derrière l'observateur éclaire la brume ou le brouillard et la lumière effectue une réfraction en passant de l'air dans les gouttes, suivie d'une diffraction, puis une réflexion interne et une nouvelle réfraction en sortant des gouttes avant d'atteindre l'observateur. Il est surtout visible sur les toiles d'araignées et plus rarement sur les murs ou encore l'herbe. En effet, les gouttes condensées sur les toiles peuvent être assez grosses, et, sont suspendues dans l'air ce qui permet à la lumière de les traverser sans obstacles comme c'est le cas pour les gouttes de pluie.

## Forme
L'arc-en-ciel de rosée est centré au point opposé à la position du soleil avec la rosée dans un plan horizontal. Il n'est pas circulaire mais plutôt elliptique ou hyperbolique. Sa forme exacte dépend de l'élévation du soleil et de la pente du substrat couvert de rosée.